# Герасимов, Артур Владимирович
Артур Владимирович Герасимов (23 августа 1972, Решетиловка, УССР, СССР) — украинский политик, народный депутат Украины VIII и IX созывов. Лидер парламентской фракции «Блок Петра Порошенко» с 2017 по 2019 год. Сопредседатель парламентской фракции партии «Европейская Солидарность» в Верховной Раде Украины IX созыва. Имел дипломатический ранг чрезвычайного и полномочного посла Украины в ОБСЕ. Лишён ранга указом президента Зеленского от 11 сентября 2019 года.

## Образование
- 1991-1995 гг. — Киевский национальный университет имени Тараса Шевченко, факультет психологии и социологии;
- 1995-1997 гг. — Аспирантура факультета социологии и психологии КНУ;
- 2016-2019 гг. — Институт международных отношений КНУ (международное право).

## Бизнес
- 1994-1997 гг. — заместитель директора компании «Украинская Маркетинговая Группа»;
- 1997-1999 гг. — директор компании «Украинская Маркетинговая Группа»;
- 1999 г. — Генеральный директор компании «Украинская Маркетинговая Группа»;
- С 30 мая 2016 по 3 апреля 2017 — представитель президента Украины в Верховной Раде;[2][3]
- 3 апреля 2017 фракция «Блок Петра Порошенко» в Верховной Раде Украины избрала Артура Герасимова на должность председателя фракции.[4]
- 29 августа 2019 фракция «Европейская Солидарность» в Верховной Раде Украины избрала Артура Герасимова на должность сопредседателя фракции.

## Политическая деятельность
Председатель Постоянной делегации Верховной Рады Украины в Парламентской Ассамблее ОБСЕ. Председатель подкомитета по вопросам оборонно-промышленного комплекса и военно-технического сотрудничества Комитета Верховной Рады Украины по вопросам национальной безопасности и обороны. Руководитель группы по межпарламентским связям с Республикой Чили. Заместитель руководителя группы по межпарламентским связям с Республикой Польша.
Участвовал в досрочных парламентских выборах 2019 года от партии «Европейская солидарность» (11 место в партийном списке).
1 ноября 2018 года были введены российские санкции против 322 граждан Украины включая Артура Герасимова

### Скандал о присвоении и отмене дипломатического ранга
18 мая 2019 Президент Украины Петр Порошенко по представлению МИД присвоил Герасимову ранг Чрезвычайного и Полномочного посла Украины. Присвоение высокого дипранга политикам из президентской коалиции (в частности Герасимову) вызвало критику со стороны дипломатического корпуса. Карьерные дипломаты (в частности Посол Украины в Италии Евгений Перелыгин) заявляли, что «присвоение дипломатических рангов высокого уровня людям, которые не являются членами дипкорпуса является не профессиональным и обидно с моральной точки зрения». Также звучали сомнения в правомерности такого решения, оно было обжаловано в Окружном административном суде города Киева.
11 сентября 2019 указом Президента Украины Владимира Зеленского указ Петра Порошенко был объявлен «изданным безосновательно». В феврале 2020 Артур Герасимов подал в суд на президента Владимира Зеленского, требуя признать этот его указ противоправным.